# لیدا رامو
لیدا رامو (استونیایی: Leida Rammo; ۱۸ آوریل ۱۹۲۴ – ۲۳ ژوئیهٔ ۲۰۲۰) بازیگر و کارگردان نمایش اهل استونی بود. وی بین سال‌های ۱۹۴۶ تا ۲۰۱۵ میلادی فعالیت می‌کرد.
از فیلم‌ها یا برنامه‌های تلویزیونی که وی در آن نقش داشته‌است می‌توان به شمشیرباز اشاره کرد.